# Rafael Barraza Sánchez
Rafael Barraza Sánchez (* 24. Oktober 1928 in Durango; † 26. Juli 2020 ebenda) war ein mexikanischer Geistlicher und römisch-katholischer Bischof von Mazatlán.

## Leben
Rafael Barraza Sánchez trat mit 11 Jahren in das Kleine Seminar in Durango ein und studierte Phoilosophie und Theologie am Großen Seminar in Durango. 1948 wurde er in Rom Mitglied des Päpstlichen Nordamerika-Kolleg und absolvierte ein theologisches Doktoratsstudium an der Universität Gregoriana. Er empfing am 28. Oktober 1951 in der Kathedrale von Durango die Priesterweihe für das Erzbistum Durango durch Bischof José María González y Valencia. Er war Studienpräfekt und Vizerektor des Kleinen Seminars und Theologieprofessor am Priesterseminar in Durango. Zudem war er von 1956 bis 1981 Kaplan bei den Armen Schulschwestern. 1974 wurde er Ehrenkanoniker der Kathedrale von Durango und Mitglied des Domkapitels. 
Papst Johannes Paul II. ernannte ihn am 26. Oktober 1979 zum Titularbischof von Drivastum und zum Weihbischof in Durango. Der Erzbischof von Durango, Antonio López Aviña, spendete ihm am 25. Januar 1980 die Bischofsweihe; Mitkonsekratoren waren Miguel García Franco, Bischof von Mazatlán, und Arturo Antonio Szymanski Ramírez, Bischof von Tampico.
Am 19. Oktober 1981 wurde er zum Bischof von Mazatlán ernannt. Am 3. März 2005 nahm Johannes Paul II. seinen altersbedingten Rücktritt an.